# Werner Müller (Parteifunktionär)
Werner Müller (* 20. Mai 1928 in Schmölen; † 2. August 1996 in Berlin) war ein deutscher langjähriger Funktionär der SED. Zwischen 1957 und 1971 war er persönlicher Mitarbeiter des Politbüromitglieds Hermann Matern.

## Leben
Müller wurde 1928 im sächsischen Schmölen als Sohn eines Schlossers und einer Arbeiterin geboren. Nach dem Besuch der Volksschule absolvierte er ab 1942 bis 1944 eine Ausbildung zum Elektriker in Wurzen. Anschließend musste er sich in einem Wehrertüchtigungslager melden. Nach diesem Aufenthalt wurde Müller zum RAD zur militärischen Grundausbildung überstellt. Zum Kriegsende geriet Müller kurzzeitig in Kriegsgefangenschaft, aus der er aber rasch wieder entlassen wurde. Nach Kriegsende erhielt Müller zunächst eine Anstellung als Betriebselektriker, in der er bis 1948 tätig war.
1946 trat er in die neu gegründete SED ein und wurde Mitglied der SED-Ortsleitung in seinem damaligen Wohnort Bennewitz. Durch sein Engagement aufgefallen, wechselte er 1948 als politischer Mitarbeiter zur SED-Kreisleitung Grimma. Parallel dazu wurde er 1948 zunächst zum Mitglied der SED-Kreisleitung gewählt, 1949 zu einem der hauptamtlichen Sekretäre der SED-Kreisleitung. In dieser Funktion leitete er nach seiner Wahl bis 1950 die Organisationsabteilung innerhalb der Kreisleitung. 1950 wurde Müller zu einem mehrmonatigen Lehrgang an die SED-Landesparteischule nach Ottendorf delegiert. Nach seiner Rückkehr wurde er zum 2. Sekretär der SED-Kreisleitung Grimma ernannt und war damit mit gerade einmal 22 Jahren der zweithöchste SED-Funktionär im Kreis Grimma. In dieser Funktion blieb Müller nicht lange, er wurde bereits 1951 in den damaligen Landkreis Oelsnitz delegiert, wo er erneut das Amt des 2. Sekretärs der SED-Kreisleitung Oelsnitz bekleidete. In seine Amtszeit bis 1953 fiel die Verwaltungsreform vom Juli 1952, in deren Folge sich der damalige Landkreis Oelsnitz erheblich verkleinerte und fortan Kreis Oelsnitz hieß.
Im Laufe des Jahres 1953 wurde Müller an die zentrale Parteihochschule der SED zum Einjahreslehrgang  delegiert. Anschließend blieb er in Berlin, wo er als politischer Mitarbeiter der Abteilung Parteiorgane beim ZK der SED eingesetzt wurde. In dieser Stellung verblieb Müller bis 1957. Danach wechselte er in das Büro des Politbüromitglieds und Vorsitzenden der Zentralen Parteikontrollkommission (ZPKK) Hermann Matern. Als dessen persönlicher Mitarbeiter wirkte Müller bis zum Tode Materns im Januar 1971. Durch die Funktion Materns sowieso schon mit Sachen der Zentralen Parteikontrollkommission befasst, wechselte Müller nach Materns Tod zunächst als politischer Mitarbeiter zur Parteikontrollkommission. Auf dem VIII. SED-Parteitag im April 1971 wurde er dann auch offiziell als hauptamtliches Mitglied in die ZPKK der SED gewählt. In dieser Funktion war Müller bis 1986 tätig.
Auf dem XI. SED-Parteitag im April 1986 erfuhr Müller nochmals einen politischen Aufstieg. Da er innerhalb der ZPKK des bisherigen stellvertretenden Vorsitzenden Heinz Juch, der mit Jahrgang 1920 nunmehr Altersrentner war, ablöste, wurde Müller auf dem Parteitag als Mitglied in das ZK der SED gewählt. In dieser Funktion war Müller bis zur Auflösung des ZK im Dezember 1989 tätig. Anschließend wirkte er noch bis zum 14. Januar 1990 als Mitarbeiter des Parteivorstandes der SED-PDS. Damit war seine über 40-jährige Berufstätigkeit für die SED beendet. In der Folge arbeitete Müller noch für einige Zeit als Tellerwäscher im Berliner Grand Hotel.
Im Jahr 1990 wurde Müller Mitglied der neu gegründeten KPD, deren Zentralkomitee der langjährige Parteifunktionär für einige Zeit angehörte.